# 大名墓地 (岐阜県恵那市)
大名墓地（だいみょうぼち）は、岐阜県恵那市岩村町殿町に残る、岩村藩の大名および藩士の墓地である。乗政寺山墓地ともいう。

## 大名墓地内にある墓および供養塔

### 大給松平家（宗家）
- 松平家乗
- 松平真乗（家乗の父）
- 松樹院（家乗の妻）

### 一色丹羽家
- 丹羽氏信
- 曹渓院殿乾徳意貞大姉（氏信の正室）
- 丹羽氏春（氏信の三男）
- 丹羽氏定
- 芳春院殿蘭室永香大姉（氏定の正室）
- 勘十郎（氏定の次男）
- 智鏡院（氏定の長女）
- 丹羽氏純
- 実相院殿真如性空大姉（氏純の正室）
- 丹羽氏明

### 大給松平家（乗政流）
- 松平乗國（松平乗薀の長男）
- 松平乗友（松平乗保の長男）

### 岩村藩士
重臣の丹羽瀬氏・荻山氏・森氏・河合氏・佐藤氏などの墓が、大名墓地内に残っている。また明治に女子教育に力を入れた下田歌子と、その夫の下田猛雄の墓が大名墓地内にある。

### 法印
岩村城内の八幡曲輪には、築城の時より八幡神社があり、その神宮寺として月光山 日輪院 薬師寺があって巫僧として法印が奉仕していた。
その法印(宥昌・實昌・快祐・快仙・恵辨・光眞・心賢・慶傳)らの墓も大名墓地内にある。

## 歴史

### 大給松平宗家の時代
慶長6年（1601年）1月に、徳川家譜代・大給松平家の松平家乗が上野国那波藩から岩村藩へ移封となり、久翁山龍厳寺を建てた。
慶長19年（1614年）2月に家乗が死去したので、龍厳寺の境内に大きな堂が立てられ、位牌や仏像を安置していたが、寛永15年（1638年）4月25日に子の松平乗寿が遠州浜松藩へ加増移封となったため、龍厳寺は廃された。後に堂が朽ち果てたので、跡地に「松平前泉州家乗之墓」と刻んだ墓石が建てられた。
その他、家乗の父である松平真乗の「梅香院殿清岸道翁大禅定門 慶長十五年」という供養塔、家乗の妻の「松樹院殿栄誉盛繁大信女 寛永九年」という供養塔がある。

### 一色丹羽家の時代
織田信長に仕えた丹羽氏勝の長男・丹羽氏次は、尾張国の岩崎城を本拠地とし、近くに菩提寺として大椿山妙仙寺を開山した。
織田信雄の家臣時代を経て、最終的には徳川家康に仕え、慶長5年（1600年）の関ヶ原の戦いでは東軍に属して戦功を挙げ、氏次は三河国伊保藩1万石の藩主となったが、寛永15年（1638年）に伊保藩は廃藩となり、岩村藩へ2万石で入った。
一色丹羽家が岩村藩主となると、大給松平家が去った後に残っていた龍厳寺の跡に、尾張岩崎の妙仙寺九世の斧峯牛鈯が移り、岩村にも妙仙寺を開創した。斧峯牛鈯は、阿木村に禅林寺を開山して末寺とし、慶安年間（1648年 - 1652年）には、岩村にあった臨済宗の清楽寺を曹洞宗に改宗して中興し、末寺とした。
明暦2年（1656年）には、12世の木吼観香が天長寺を開山した。
第5代藩主・丹羽氏音の時代に、藩財政の困窮を救うため新進の山村瀬兵衛を側用人として抜擢し、数年にして財政改革を成し遂げたものの、旧来の家臣たちから憎まれて騒然としてきたので、氏音は山村に身を退くように勧めた。ところが、山村が幕府に内情を訴えたために御家騒動となり、氏音は政令疎怠を理由として1万石に減らされて、元禄15年（1702年）6月22日に越後高柳藩へ移封された。延享3年（1746年）、氏音の養子・丹羽薫氏は高柳藩から播磨国三草藩に移封された。
そのため、岩村の妙仙寺も丹羽家と共に去り、現在は兵庫県加東市の妙仙寺と愛知県日進市の妙仙寺が存在する。
大名墓地には、丹羽氏信・氏定・氏純・氏明と家族の墓が十数基残っており、一色丹羽家臣の墓については七十数基が無縁供養塔に納められている。

### 乗政流大給松平家の時代
丹羽家移封後の元禄15年（1702年）9月7日、信濃小諸藩より松平乗寿の孫・松平乗紀が岩村藩に2万石で入った。その際に、丹羽家の菩提寺の妙仙寺の伽藍を受け取り、小諸城内にあった菩提寺の松石山乗政寺を仏像や位牌と共に岩村へ移した。
乗政流大給松平家は藩主の墓を岩村には建てず、全て江戸上野の春性院に建てたが、松平乗薀の長男である松平乗国の「玄達院殿踏雲幻光大童子 明和九年」という供養塔と、松平乗保の長男である松平乗友の「大成院仁雄智道大居士 享和元年」という供養塔がある。
また藩主の妻や娘の墓は、江戸南麻布の光林寺に建てた。
明治2年（1869年）、最後の藩主である松平乗命は、版籍奉還により岩村藩知事に任じられ、明治4年（1871年）の廃藩置県により岩村藩は廃藩となった。その前年、明治3年（1870年）の六世諦鑑の死去とともに乗政寺も廃され、寺宝など一切は晴雲山隆崇院に移された。そのため、大名墓地（乗政寺山墓地）には同寺は存在しない。

## 指定文化財・天然記念物

### 恵那市指定文化財
- (史跡)　乗政寺山藩主墓地　慶長以降
- (史跡)　経塚　丹羽氏純供養塔　延宝3年(1675年)
- (史跡)　経塚　丹羽氏純室供養塔　延宝3年(1675年)
- (史跡)　経塚　丹羽勘十郎供養塔　延宝3年(1675年)
- (史跡)　経塚　松平真乗供養塔　慶長15年(1610年)
- (史跡)　経塚　松平松樹院供養塔　寛永9年(1632年)
- (史跡)　経塚　松平乗國供養塔　明和9年(1772年)
- (史跡)　経塚　松平乗友供養塔　享和元年(1801年)